# 盛岡東警察署
盛岡東警察署（もりおかひがしけいさつしょ）は、岩手県警察が管轄する16ある警察署の一つである。県内筆頭の大規模署で、署長は警視正。識別章所属表示はSA。

## 所在地
- 岩手県盛岡市内丸3番40号

## 管轄区域
- 盛岡市のうち岩手県盛岡西警察署の管轄区域以外の区域

## アクセス
- JR東日本・IGRいわて銀河鉄道盛岡駅より、盛岡バスセンター行のバスに乗車。｢県庁・市役所前」下車。徒歩1分。

## 沿革
- 1986年（昭和61年）11月1日 - 盛岡市西部の人口・交通量が急増した事を受け、同市青山三丁目に「岩手県盛岡西警察署」を新設。これに伴い、岩手県盛岡警察署から「岩手県盛岡東警察署」に改称。
- 2016年（平成28年）4月1日 - 紫波警察署が管轄していた盛岡市の旧都南村域全域が当署の管轄となる。これに伴い、見前幹部交番、飯岡駐在所、流通センター駐在所、乙部駐在所が移管される。
- 2017年（平成29年）6月 - 飯岡駐在所及び流通センター駐在所を統合し、盛岡市羽場13地割23番地3に飯岡交番を開設。

## 組織
- 署長（警視正）
- 副署長
- 地域官
- 刑事官
- 交通官
- 警務課
  - 警務第一係
  - 警務第二係
  - 警察安全相談係
  - 被害者支援係
- 会計課
  - 会計係
- 生活安全課
  - 生活安全係
  - 少年係
  - 生活環境係
- 地域第一・第二課
  - 地域企画指導係
  - 通信指令係
  - 自動車警ら班
  - 直轄警ら隊
- 刑事第一課
  - 刑事企画指導係
  - 強行犯係
  - 盗犯係
  - 鑑識係
- 刑事第二課
  - 知能犯係
  - 組織犯罪対策係
- 交通第一課
  - 交通企画・規制係
- 交通第二課
  - 事件捜査係
  - 指導取締係
- 警備課
  - 警備係

※無線連絡コード及びパトカーに割り当ての所属コードは「東（+号車番号）」。

## 交番・駐在所
括弧内は読み方及び所在地を表す。

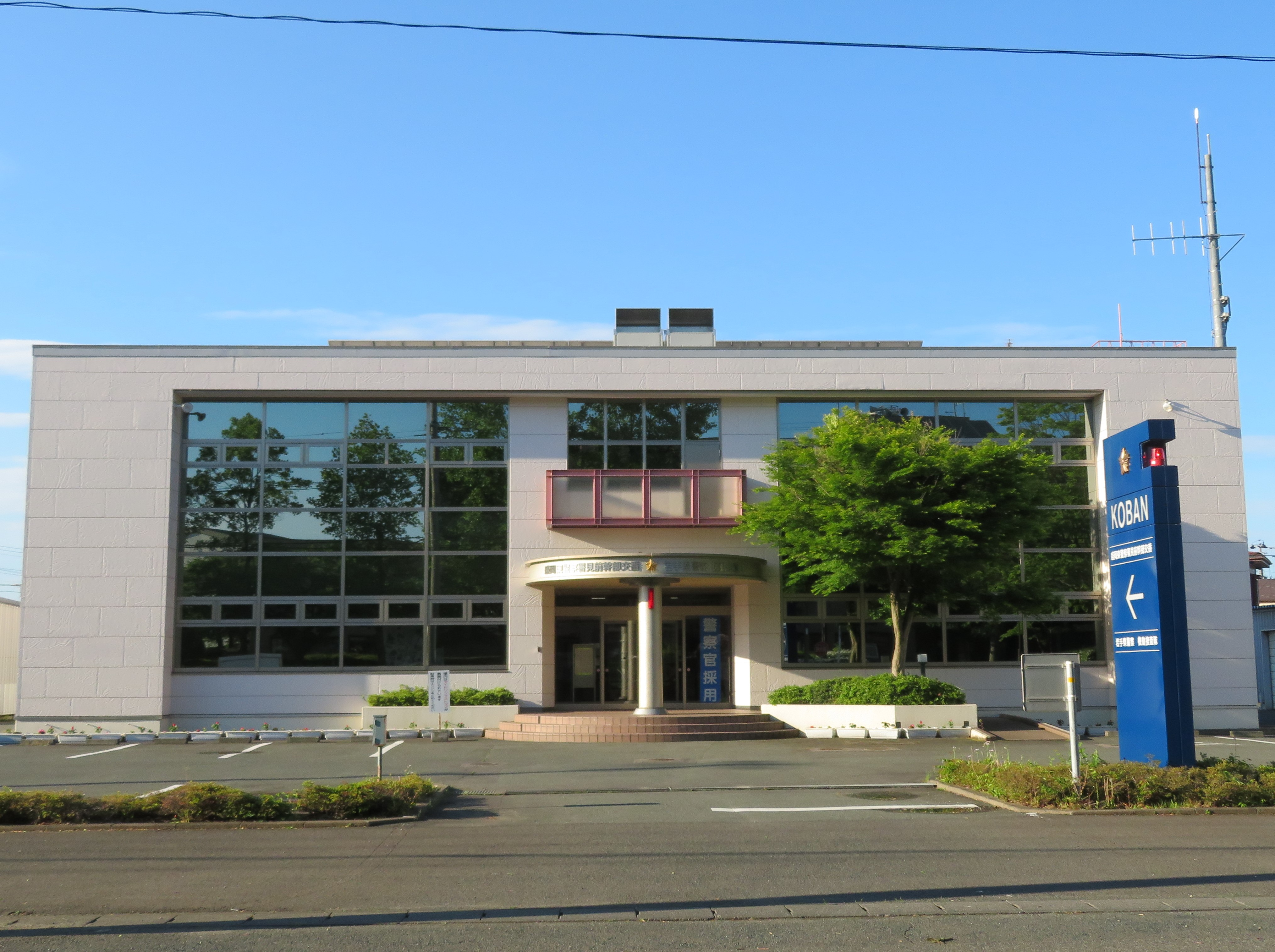
見前幹部交番

- 見前（みるまえ）幹部交番（盛岡市津志田14地割37-3、機動捜査隊庁舎併設）
- 飯岡（いいおか）交番（盛岡市羽場13地割23-3）
- 上田（うえだ）交番（盛岡市高松1丁目8-18）
- おおみや交番（盛岡市本宮3丁目49-40）
- 加賀野（かがの）交番（盛岡市加賀野2丁目9-30）
- 北山（きたやま）交番（盛岡市名須川町30-15）
- 菜園（さいえん）交番（盛岡市盛岡市菜園2丁目7-1）
- 仙北町（せんぼくちょう）交番（盛岡市仙北3丁目16-53）
- 中ノ橋（なかのはし）交番（盛岡市中ノ橋通2丁目4-6）
- 本町（ほんちょう）交番（盛岡市本町通3丁目20-27）
- 松園（まつぞの）交番（盛岡市西松園2丁目18-3）
- 浅岸（あさぎし）駐在所（盛岡市浅岸2丁目18-53）
- 乙部（おとべ）駐在所（盛岡市乙部4地割18-20）
- 上米内（かみよない）駐在所（盛岡市桜台2丁目17-5）
- 好摩（こうま）駐在所（盛岡市好摩字夏間木130）
- 渋民（しぶたみ）駐在所（盛岡市渋民字泉田204）
- 玉山（たまやま）駐在所（盛岡市日戸字鷹高20-20）
- 中野（なかの）駐在所（盛岡市中野1丁目27-20）
- 簗川（やながわ）駐在所（盛岡市川目第10地割14-5）

## その他
2002年（平成14年）に老朽化した庁舎を建て替え（建て替え期間中は市内住吉町の旧盛岡短大跡地建物に仮庁舎を開設）、東北管区の警察署では初めて非常用ヘリポートが設けられた他、交通管制センター&JARTIC盛岡センターも手狭だった県警本部庁舎内からこちらへ移転した。ここでは毎年9月下旬にIBCラジオ・FM岩手・NHK盛岡放送局の岩手県内ラジオ3局共同制作特番「ストップ・ザ・交通事故」が公開生放送されている。
盛岡東署屋上の岩手県警察 盛岡ヘリポートには、2008年（平成20年）6月14日発生した“岩手・宮城内陸地震”に際して、茨城県防災航空隊“つくば”、札幌市消防局航空隊“さっぽろ”及び陸上自衛隊OH-6D等の救難活動等による離着陸が確認されている。
また、2011年（平成23年）3月11日発生した東北地方太平洋沖地震に際し、医療支援活動のために沖縄県のNPO法人MESHサポートが運航支援を行う救急ヘリMESHの離着陸が確認されている。
運転免許更新手続きは当署・盛岡西・紫波3署管内在住（住民登録）者の場合、各署の窓口ではなくアイーナ1階にある「盛岡運転免許センター」に出向いて行わなければならない（技能試験及び違反運転者講習を伴う更新手続き・新規交付は市内下田にある岩手県運転免許試験場にて取扱い）。なお免許更新以外の各種手続き（車庫証明・住所変更・道路使用許可等）はこれまで通り各署窓口で受け付けている。
2010年から翌2011年にかけては老朽化が進み手狭になった松園交番の建て替え工事が行われており、松園交番新庁舎は2011年4月25日に完成。新松園交番はこれまでの平屋建てから二階建てに変更され、地域住民も利用可能な小会議室を新設。松園交番建て替えの間は（2010年9月1日より）東松園一丁目地区にプレハブ仮庁舎を設けて業務を行った。盛岡東署管内における交番・駐在所建て替え・移転新築は上田・加賀野・仙北町に次いで松園が4カ所目。
2015年10月2日には岩手県警察本部が「警察署再編計画」を公式発表。当署は2016年4月1日以降、盛岡市の旧都南村域を現・紫波警察署より移管して管轄（これにより紫波署管轄地域は紫波・矢巾両町のみに縮小され、同署に在籍する警察官は現行より大幅削減）。岩手県警における警察署再編は当署が（「盛岡西警察署」誕生に伴い）当時の「盛岡警察署」より現名称へ改称された1986年以来30年ぶりとなる（同年10月3日付、岩手日報1面記事にて報道）。